# Meslin
Meslin era una comuna francesa que estaba situada en el departamento de Costas de Armor, de la región de Bretaña que el 1 de enero de 2016 pasó a formar parte de la comuna nueva de Lamballe como comuna delegada, y posteriormente, el 1 de enero de 2019 pasó a formar parte de la comuna nueva de Lamballe-Armor también como comuna delegada,

## Historia
En 1823 absorbe la comuna de Tregonêtre.

## Demografía
| Gráfica de evolución demográfica de Meslin entre 1800 y 2014 |
|                                                              |

Los datos demográficos contemplados en este gráfico de la comuna de Meslin se han cogido de 1800 a 1999 de la página francesa EHESS/Cassini, y los demás datos de la página del INSEE.